# Ernst Schreck
Ernst Christian Friedrich Schreck (* 28. September 1857 in Bramsche, Landkreis Osnabrück; † nach 1935; Pseudonyme: Ernst Friedrich und Ernst von der Burg) war ein deutscher Pädagoge.

## Leben
Schreck war Bürgerschullehrer und Bibliothekar in Hannover. Er hat aber auch in Uslar gelebt. Sein Werk als Autor und Herausgeber umfasste Aufsätze und Bücher zu pädagogischen, historischen und volkskundlichen Themen wie Sagen und Märchen.

## Werke
- Sagen aus dem Osnabrücker Lande, in: Adalbert Jeitteles (Hrsg.): Germania. Vierteljahrsschrift für deutsche Alterthumskunde, Verlag J.B. Metzler, 1885
- Der Einfluß des Fröbel’schen Kindergartens auf den nachfolgenden Unterricht, Verlag Siegismund & Volkening, Leipzig 1888
- Einfluß des Fröbel’schen Kindergartens auf die Denkkraft, Sprache und den Tätigkeitstrieb des Kindes, in: EGNF, Band 16, 1888
- Friedrich Wilhelm I. von Preußen. Das Leben und Wirken des Soldatenkönigs für Jung und Alt. Festgabe zum Geburtstag des Königs, Minden 1888
- Generalfeldmarschall Graf Helmut von Moltke. Das Leben und Wirken des grossen Feldherrn für Jung und alt im deutschen Volk, Verlag F. Bagel, 1890
- Vaterländische Schulfeier. Verlag Stephanus, Trier 1890
- Wie führen wir unsere Schüler zum sicheren Gebrauche der Satz- und Lesezeichen? In: Lehrerprüfungs- und Informationsarbeiten, 1890.
- Reichskanzler Georg Leo von Caprivi, ein lebensgeschichtliches Characterbild, Verlag F. Bagel, 1891
- Wilhelm II, deutscher Kaiser. Ein lebensgeschichtliches Charakterbild, dem deutschen Volke und seiner Jugend zugeeignet, Verlag H. Stephanus, Trier 1895
- Heinrich Schaumberger, ein deutscher Volksschriftsteller aus dem Lehrerstande, in: Sammlung pädagogischer Vorträge, Verlag A. Helmich, Bielefeld o. J.
- Wilhelm der Große. Des neuen dt. Reiches 1. Kaiser. Sein Leben und Wirken erzählt für Schule, Haus und Heer, Verlag Stephanus, Trier 1897
- Fürst von Bismarck, der Baumeister des deutschen Reiches, Verlag Robert Bardtenschlager, Stuttgart 1899
- Königin Luise. Die Lebensgeschichte der edlen Preußenkönigin für Volk und Jugend erzählt, Stuttgart 1901
- Nikolaus Lenau. In: Repertorium der Pädagogik. Organ für Erziehung, Unterricht und pädagogische Literatur, Jg. 57, Heft 3, Ulm 1903
- Schillers pädagogische Bedeutung. in: Pädagogische Abhandlungen, Neue Folge, Band 19, Heft 1, Helmich’s Buchhandlung, Leipzig 1905
- Friedrich Eberhard von Rochow. Sein Leben und pädagogischen Schriften. In: Die pädagogischen Klassiker, Band 24, Halle an der Saale 1908
- Kaiser Friedrich der Edle. Das Leben und Wirken des zweiten Hohenzollernkaisers, dem deutschen Volke und seiner Jugend erzählt, Verlag Robert Bardtenschlager, Stuttgart ca. 1910
- Friedrich Rückert, ein deutscher Sänger, in seinem Leben und Dichten. Zum 50. Todestage des Dichters, 31. Januar 1916. In: Friedrich Mann’s Pädagogisches Magazin, Heft 622, Langensalza 1916
- Vater Pestalozzi. Verlag Hufeland, Minden 1927
- Generalfeldmarschall Graf Helmut von Moltke. Ein Lebensbild, Verlag Robert Bardtenschlager, Reutlingen 1935